# Cedar Bluffs
Cedar Bluffs és una població dels Estats Units a l'estat de Nebraska. Segons el cens del 2000 tenia 615 habitants, tenia 615 habitants, 247 habitatges, i 171 famílies. La densitat de població era de 593,6 habitants per km².